# Защищённость корабля
Защищённость (защита) — одно из основных боевых свойств корабля наряду с мощью наступательных средств и мореходностью.
Характеризует способность противостоять, ослаблять или исключать поражающее воздействие огневых средств противника и сохранять при этом боеспособность.
Улучшают защищённость — улучшение качества брони, более эффективные способы и средства борьбы за живучесть и повышение скрытности.
Существуют разные подходы к решению проблемы защищённости.
Так технология «стелс» является технологией позволяющей увеличить защищённость через увеличение скрытности.
Эволюция линкоров — это усиление защищённости через увеличение количества и качества брони.